# Skånela IF
Skånela IF (nom complet : Skånela Idrottsförening) est un club de handball situé à Märsta non loin de Stockholm en Suède.

## Palmarès
section féminine
- vainqueur du championnat de Suède en 1992

## Personnalités liées au club
| joueurs célèbres - Staffan Olsson - Mattias Gustafsson | joueuses célèbres - Åsa Mogensen - Madeleine Gustafsson |